# Bukit Hagu (kulle i Indonesien)
Bukit Hagu är en kulle i Indonesien.   Den ligger i provinsen Aceh, i den västra delen av landet, 1 600 km nordväst om huvudstaden Jakarta. Toppen på Bukit Hagu är 49 meter över havet.
Terrängen runt Bukit Hagu är platt.Runt Bukit Hagu är det ganska tätbefolkat, med 52 invånare per kvadratkilometer. Omgivningarna runt Bukit Hagu är en mosaik av jordbruksmark och naturlig växtlighet.